# Конкурентный статус
Конкурентный статус — это знак отнесения фирмы к той или иной группе конкурентов, на основании типичных индивидуальных и групповых признаков деятельности в конкурентной среде.
Впервые конкурентный статус участников рынка связал с их конкурентной силой известный американский специалист в области стратегического управления Игорь Ансофф, который первым ввел в научный оборот саму категорию «конкурентный статус фирмы».
Все участники рынка обладают устойчивыми индивидуальными и групповыми признаками деятельности в конкурентной среде. Наличие у участников рынка типичных признаков деятельности позволяет указывать на их принадлежность к той или иной конкурентной группе (группе конкурентов) и на их конкурентный статус — знак их отнесения к такой группе.
Отнесение фирмы к той или иной конкурентной группе позволяет конкретизировать цели и задачи их деятельности, уточнять состав соперников, облегчать разработку стратегий конкурентных действий, выстраивание конкурентных диспозиций, планов и операционных сценариев участия в конкуренции.
Наделение участников рынка конкурентным статусом в конкурентной среде может опираться на разные критерии. В настоящее время на практике чаще всего востребованы функциональные (ролевые) критерии, в соответствии с которыми участники рынка группируются по функциональному предназначению в конкурентной среде.
Принадлежность участников рынка к конкурентным группам по признакам функции и роли в конкурентной среде, является основанием для выявления их конкурентного статуса по функциональным (ролевым) критериям:
- по профильности в бизнесе — статусы специализированного и многопрофильного конкурента;
- по степени конкурентной силы — сильный, средний и слабый конкурентные статусы;
- по месту в конкурентной гонке — конкурентные статусы лидера, претендента на лидерство, устойчивого середняка (конформиста) и аутсайдера;
- по роли в воспроизводстве конкурентной среды — конкурентные статусы старожила и дебютанта конкурентной среды;
- по роли в обеспечении инновационного обновления конкурентной среды — конкурентные статусы изобретателя, распространителя и перехватчика инноваций;
- а также на многокритериальной основе с опорой на сравнение конкуренции в предпринимательстве и в живой природе[1].